# فتح‌آباد (بیجار)
روستای فتح‌آباد (بیجار)، روستایی از توابع بخش چنگ الماس شهرستان بیجار در استان کردستان ایران است. مردم این روستا به زبان کردی گروسی تکلم می‌کنند.  مردم این روستا اکثرا کشاورز هستند و از این راه کسب درآمد می‌کنند

## جمعیت
این روستا در دهستان پیرتاج قرار دارد و براساس سرشماری مرکز آمار ایران در سال ۱۳۸۵، جمعیت آن ۱۲۱ نفر (۲۳خانوار) بوده‌است.